# Elecciones provinciales de Argentina de 1986
En 1986 se realizaron elecciones en las provincias Argentinas de Córdoba y San Luis.

## Cronograma
| Provincia | Fecha                   | Convencionales |
| --------- | ----------------------- | -------------- |
| Córdoba   | 14 de diciembre de 1986 | 76             |
| San Luis  | 16 de noviembre de 1986 | 60             |

## Córdoba
Elección de 79 convencionales constituyentes realizada el 14 de diciembre para reformar la constitución provincial. La Unión Cívica Radical obtuvo el 617.055 votos y 37 convencionales, el Partido Demócrata Cristiano-Renovación 360.180 votos y 21 convencionales, el Partido Justicialista 255.179 votos y 15 convencionales. Unión Demócrata del Centro obtuvo también 3 convencionales.

## San Luis
Elección de 60 convencionales constituyentes realizada el 16 de noviembre para reformar la constitución provincial. Los departamento La Capital y Pedernera eligieron 14 convencionales; Ayacucho y Chacabuco 6 cada uno; y Belgrano, Dupuy, Coronel Pringles, San Martín y Junín 4 cada uno. El Partido Justicialista obtuvo el 47% de los votos y 33 convencionales, la Unión Cívica Radical 37,5% y 25 convencionales, y la Convergencia Democrática 8,7% y 2 convencionales.